# Så högt har Gud, oss till stor fröjd
Så högt har Gud, oss till stor fröjd är en gammal psalm i fem verser utifrån texten i Johannesevangeliet 3. Upphovet är av okänd tysk författare från 1586 som översattes till svenska redan 1614, eventuellt av Sigfridus Aronus Forsius, och bearbetades av Israel Kolmodin 1694.
Psalmen inleds 1695 med orden:
Så högt har Gudh oss til stoor frögd
Then ganska werlden älskat
Den tyska förlagan inleds med orden:
Also hat Gott die Welt geliebt,
daß er Christum hat geben,
Melodin är enligt 1697 års koralbok och 1937 års psalmbok samma som används till psalmen Till dig jag ropar, Herre Krist (1695 nr 281, 1937 nr 343).

## Publicerad i
- Andeliga Psalmer och Wijsor (c:a 1614)
- Den svenska psalmboken 1694 som nummer 235 under rubriken "Psalmer öfwer Några Söndags Evangelier".[2]
- Den svenska psalmboken 1695 som nummer 203 under rubriken "Psalmer Öfwer några Söndags Evangelier".
- Den svenska psalmboken 1819 som nummer 147 under rubriken "Nådens medel: Ordet: Evangelium".
- Stockholms söndagsskolförenings sångbok 1882 som nummer 96 med verserna 1-3, under rubriken "Psalmer".
- Svenska Missionsförbundets sångbok 1894 som nummer 54 under rubriken "Jesu namn"
- Sionstoner 1889 som nummer 480 vers 1-5, under rubriken "Psalmer".
- Svensk söndagsskolsångbok 1908 som nummer 12 under rubriken "Guds kärlek".
- Svenska Missionsförbundets sångbok 1920 som nummer 85 under rubriken "Jesu födelse"
- Sionstoner 1935 som nummer 93 under rubriken "Frälsningens grund i Guds kärlek och förverkligande genom Kristus".
- Den svenska psalmboken 1937 som nummer 30 under rubriken "Guds härlighet i Kristus".
- Finlandssvenska psalmboken 1986 som nummer 256 med titelraden "Så älskar Gud vår värld, att han", under rubriken "Guds nåd i Kristus".
- Lova Herren 1988 som nummer 45 under rubriken "Frälsningen i Kristus".